# Zeacumantus subcarinatus
Zeacumantus subcarinatus là một loài ốc biển nhỏ hoặc mud snail, là động vật thân mềm chân bụng sống ở biển trong họ Batillariidae..